# Jon Asamoah
Jonathan Yao-Lante Asamoah (Matteson, 21 luglio 1988) è un giocatore di football americano statunitense che ha militato nel ruolo di offensive guardnella National Football League (NFL). Fu scelto nel corso del terzo giro (68º assoluto) del Draft NFL 2010 dai Kansas City Chiefs. Al college ha giocato a football all’Università dell'Illinois.

## Carriera professionistica

### Kansas City Chiefs
Asamoah fu scelto nel corso del terzo giro del Draft NFL 2010 dai Kansas City Chiefs. Nella sua stagione da rookie partì solamente una volta come titolare mentre nelle due successive giocò come titolare tutte le 32 gare della stagione tranne una in cui non scese in campo.

### Atlanta Falcons
L'11 marzo 2014, Asamoah firmò con gli Atlanta Falcons.

## Statistiche
| Partite totali      | 46 |
| Partite da titolare | 32 |

Statistiche aggiornate alla stagione 2013